# Élisabeth Degryse
Élisabeth Degryse, née le 22 septembre 1980 à Uccle, est une femme politique belge, élue députée fédérale en 2024 sous l'étiquette Les Engagés.
Elle est Ministre-présidente de la Communauté française de Belgique depuis le 16 juillet 2024, également chargée du Budget, de l'Enseignement supérieur, de la Culture et des Relations internationales et intra-francophones.

## Biographie

### Enfance et formation
Elle est l'aînée de cinq enfants d'une famille bruxelloise. Son père est d'abord enseignant puis homme politique et sa mère, infirmière sociale et directrice de crèche. Elle suit les humanités à l’Institut Saint-André, à Ixelles puis elle étudie l'histoire et entame une licence en sciences politiques à l'Université catholique de Louvain,.
Après ses études, elle s'engage dans une Organisation Non Gouvernementale en Inde,.

### Carrière
De retour en Belgique, elle travaille au service de l'échevinat de la propreté pour la ville de Bruxelles.
Elle suit ensuite le député du PSC Denis Grimberghs. Elle participe à l'organisation des élections de 2009 et devient ensuite cheffe de cabinet adjointe de la vice-première ministre Joëlle Milquet.
Élisabeth Degryse intègre la Mutualité Chrétienne en 2011 et y devient directrice adjointe des structures gérant les assurances complémentaires et facultatives. En 2013, elle devient directrice de la mutualité Saint-Michel (à Bruxelles). Au début de 2015, elle devient secrétaire nationale de l'Alliance des mutualités chrétiennes. En juillet 2020 en devient la première femme à endosser le rôle de vice-présidente de cet organisme,.
Elle se présente aux élections fédérales de juin 2024 sous l'étiquette Les Engagés comme tête de liste avec Pierre Kompany en deuxième position dans la circonscription de Bruxelles. Elle est élue le 9 juin 2024 avec 11 483 voix de préférence. Elle prête serment le 10 juillet devant la Chambre de représentants mais elle est désignée ministre-présidente de la Communauté française de Belgique, quelques jours plus tard, et prête serment devant le roi, le 16 juillet 2024. Elle est remplacée à la Chambre par son suppléant, Ismaël Nuino.

### Vie privée
Elle est mariée et a quatre enfants.